# Церква Різдва Іоанна Предтечі (Дмитрівка)
Церква Різдва Іоанна Предтечі — дерев'яна церква у селі Дмитрівка Машівського району Полтавської області.

## Історичні відомості
Церква в ім'я Іоанна Предтечі в с. Дмитрівка Костянтиноградського пов. (тепер Машівського р-ну), дерев'яна, збудована 1892. Дзвіниця влаштована в купольному просторі церкви.
У 1895 володіла 1,5 дес. садибної та 33 дес. ружної землі, мала будинок для причту, діяла церковнопарафіяльна школа. 1902 володіла 1,5 дес. садибної та 33 дес. ружної землі, діяли жіноча школа грамоти, дві змішані школи, земська школа. 1912 володіла 33 дес. ружної землі, мала будинки для священика і псаломщика.
У 1895 службу відвідувало 100 душ парафіян обох статей. 1902 до парафії входили с.с. Дмитрівка, Абрамівка, хутори Нехворощанка і при с. Абрамівка, у яких налічувалося 2340 душ парафіян обох статей; 1912–829 душ парафіян різних станів.
За радянської влади на будівлі було демонтовано світловий барабан. Релігійна громада відновила діяльність у період німецької окупації села в приміщенні храму. У 1960 знята з державної реєстрації. З 1979 будівля церкви використовувалася як колгоспна комора, з 2007 — стояла пусткою.
Із священиків відомі: Феодосій Діонісійович Марюхнич (1895, 1902, 1912); із дияконів: Іустин Миколайович Жадько-Базилевич (позаштатний 1902); із псаломщиків: Кирило Іванович Войтенко (1895), Олександр Іванович Михайлов (1902, 1912); із церковних старост: селянин Іван Григорович Могилат (1902), козак Мойсей Омелянович Гирич (1912), Іван Йосипович Ільницький (2008).

## Сучасність
У новітній час релігійна громада відновила діяльність як громада УПЦ КП. Зареєстрована органами державної влади 27.04.1998 за № 193. Для релігійних відправ використовує приміщення старого храму. З 2018 року частина ПЦУ.